# エレビットPresents 大切なあなた
『エレビットpresents 大切なあなた』（エレビット プレゼンツ たいせつなあなた）は、妊活・妊娠・育児に関する朝日放送ラジオ制作のトーク番組。朝日放送ラジオと同じく大阪市に本社を置くバイエル薬品の単独提供番組で、「エレビット」とは、同社が手掛ける妊婦用栄養剤シリーズのブランドネームである。
制作局の朝日放送ラジオでは、2021年11月8日未明（7日深夜）から毎週月曜日の0:30 - 1:00（日曜日の24:30 - 25:00）で8回にわたって放送された後に、同年12月27日（12月26日深夜）でいったん終了。2022年4月3日から、基本の放送枠を日曜日の12:30 - 13:00へ繰り上げたうえで、レギュラー放送を再開して同年12月25日まで放送された。ただし再開後は、全国高等学校野球選手権大会中継（毎年8月上 - 中旬）などの特別編成との兼ね合いで、本来の放送日から3日後まで（日曜日の深夜か月曜日の夜間）に振り替え放送を実施する回がある（詳細後述）。
当ページでは便宜上、2021年10 - 12月の放送分を「第1期」、2022年4 - 12月の放送分を「第2期」と表記する。

## 概要
育児と公の活動を両立させている各界の著名人や、医師・専門家などから1名を「ゲスト」に迎えたうえで、3児の母親である中村仁美（フジテレビジョン出身のフリーアナウンサーでさまぁ～ず・大竹一樹の妻）からのインタビューを通じて妊活・妊娠・育児を考える。
実際には、1名の「ゲスト」を迎えてスタジオで収録した音源を、複数の回に分けて2部構成で放送。放送上は、中村による専門家へのインタビュー音源（別途収録）を中盤に挿入している、また、収録中のスタジオ動画や、未放送の音声を含めた専門家へのインタビュー動画（アナザー・エディション）を、朝日放送ラジオでの放送後にLINE LIVEや同局のYouTube公式チャンネルで配信。リスナーには、番組の感想・意見などを記したメッセージの投稿や、番組公式サイトに設けられている「番組アンケート」への参加を呼び掛けている。
「第1期」では朝日放送ラジオが関西ローカル向けに放送していたが、「第2期」ではTBSラジオが関東ローカル向けにネットを開始。2022年3月31日から9月22日までは毎週木曜日の21:00 - 21:30、同年10月2日から12月25日までは毎週日曜日の7:30 - 8:00に先行ネットを実施していた。

## 放送時間
- 第1期（2021年11月8日 - 2021年12月27日）
  - 毎週月曜日 0:30 - 1:00（日曜日の深夜24:30 - 25:00）
- 第2期（2022年3月31日 - 2022年12月25日）
  - 朝日放送ラジオ　原則として毎週日曜日 12:30 - 13:00（2022年4月3日 -  2022年12月25日）
  - TBSラジオ　
    - 毎週木曜日 21:00 - 21:30（2022年3月31日 - 9月22日）
    - 毎週日曜日 7:30 - 8:00（2022年10月2日 - 2022年12月25日）
      - 朝日放送ラジオでは毎年8月上 - 中旬に全国高等学校野球選手権大会中継の放送を優先するが、当該時間帯に組まれた試合を中継する場合にも、翌日（月曜日）20:30 - 21:00、または月曜日の深夜（火曜日の1:30 - 2:00）に当番組の振り替え放送を実施する。バイエル薬品の単独提供番組であることに加えて、TBSラジオが先行ネットで放送していることを踏まえた措置で、当番組のゲストを告知するラジオCMでも振り替え後の放送日時を中村のナレーションで伝えている。この場合にも、LINE LIVEやYouTubeでの動画配信を振り替え放送後から開始。